# Яновський Кирило Петрович
Кирило Яновський (1822 — 1902) — український шляхтич із Гетьманщини, організатор жіночої освіти у Молдові. Викладач Рівненської та Кишинівської чоловічої гімназії. Почесний громадянин міста Березна Чернігівської губернії, почесний член Санкт-Петербурзького університету.

## Життєпис
Кирило Яновський народився 18 березня 1822 року у місті Березна Чернігівського повіту. Походив із Гетьманського роду український шляхтич, який вів свою історію з середини XVII століття;. Його батько, Петро Яновський (1771 — 1840), служив помічником попечителя Чернігівського ремісничого училища, мав чин титулярного радника. Мати, Уляна  (уроджена Рубан); про неї відомо лише, що вона похована у 1855 році в Березна, поряд з чоловіком.
У сім'ї Яновських були ще діти:
- Павло (1804—1843), служив бухгалтером Чернігівського ремісничого училища в чині колезького реєстратора (за даними 1818 р )
- Євдокія, була одружена з князем Страховським.
- Ксенія (? —1830), була одружена з відставним капітаном Тихим.
- Іван (1816—1847), кавалер Одеського єгерського полку.
- Марфа (? -1883), була одружена з секретарем цивільного суду Гордієвським.

Навчався у Чернігівському повітовому училищі (1829—1832); 1833 —  навчався в Будинку виховання бідних дворян.  1837 — закінчив Чернігівську гімназію;  1843  — друге відділення філософського факультету Київського університету Св. Володимира.

## Кар'єра службовця
- 1843 — 16 грудня, Яновський був визначений в Рівненську гімназію виконуючим обов'язки старшого вчителя математичних наук; титулярний радник (07 квітня1848); з 17 квітня1848 — призначений наглядачем в громадські учнівські квартири при гімназії; 8 вересня1848 затверджений на посаді старшого вчителя; колезький асесор (16 грудня 1849).
- На прохання він був звільнений від служби 28 червня 1851
- Визначено в Кишинівську гімназію старшим учителем математики та фізики — 6 червня 1852 року; з 25 червня1856 — виконував посаду інспектора гімназії, залишаючись старшим вчителем; колезький радник (11 листопада 1856); 28 січня 1857 — призначений інспектором гімназії; 19 квітня 1858 — відряджений з особливим дорученням до Франції.
- Отримав чин статського радника (16 березня 1863);  призначений директором училищ Бессарабської області та Кишинівській гімназії. Сприяв відкриттю у Кишиневі 8 березня 1864 — приватного жіночого училища «на ступеня гімназії» (дочкою статського радника Любов'ю Белюговою); першому у Бессарабії жіночому середньому навчальному закладу виділялося щорічно 1500 рублів на безкоштовне навчання дівчаток з бідних сімей дворян, чиновників та купців[2].
- 1869 — вислуга по службі з навчальної частини склала 25 років; наказом від 6 грудня 1869 року йому було надано право залишитися на службі ще на п'ять років.
- Дійсний статський радник (25 грудня 1870); через рік він був призначений на посаду помічника попечителя Санкт-Петербурзького навчального округу.
- 1878 —1901  — намісник Кавказького навчального округу ; таємний радник (30 грудня 1879).
- 1901 —1902 — членом департаменту промисловості, наук та торгівлі у Державній раді; був членом Особливої присутності для обговорення проекту кримінального укладання.
- Дійсний таємний радник (1 січня 1902).

## Нагороди та почесні звання
- орден Св. Станіслава 2—го ступеня (12 січня 1862).
- орден Святої Анни 2—го ступеня (12 січня 1865)
- орден Св. Володимира 3—го ступеня (20 листопада 1867[3] )
- орден Св. Станіслава 1—го ступеня (01 січня 1873)
- орден Святої Анни 1 —го ступеня (01 січня 1877)
- відзнаку «Officier d'Academie de France» (1879)
- орден Св. Володимира 2—го ступеня (30 серпня 1881)
- Орденом Білого Орла (01 січня 1886)
- Французький знак відмінника по народній освіті (24 листопада 1887)
- перський Орден Лева і Сонця 1—го ступеня (23 січня 1890)
- орденом Св. Олександра Невського (1891)
- бухарський орден Благородною Бухари 1—го ступеня (12 лютого 1893)

Мав темно—бронзову медаль в пам'ять про Кримську війну 1853—1856 років (13 березня 1858).
1885 —почесний член Академії мистецтв ; з 7 грудня 1891— Академії наук в Санкт-Петербурзі ; з 2 жовтня 1893  — почесний член Екатеринодара.
- З 28 вересня 1895 — почесний громадянин Березни,  також почесний член Санкт-Петербурзького університету та Товариства любителів природознавства, антропології та етнографії при Московському університеті.

## Наукова, культурна та громадська діяльність
1881 — керував виданням «Збірник матеріалів для опису місцевостей та племен Кавказу».  1879 — член Товариства сприяння технічно-ремісничому утворення на Кавказі, з 21 січня 1880 — Яновський був членом ради Товариства відновлення православного християнства на Кавказі, 1889 — член Московського археологічного товариства.
Помер 12 липня 1902 — Сухумі Кутаїської губернії, похований на території міського собору.

## Родина
Дружина — Ганна Яновська, до шлюбу Сітовська. Як посаг їй було дано кам'яний будинок у Кишиневі. Її батьки — Антон Сітовський та мати Вільгельміна Світовська, до шлюбу Луч.
Діти:
- Єлизавета (5 жовтня 1862 — не раніше 1902), дівчина;
- Антон (4 листопада 1865 — не раніше 1902), доктор медицини;
- Марія (19 лютого 1871 - не раніше 1902), її чоловік — окружний інспектор Кавказького навчального округу, директор закавказької учительській семінарії у Горі Олександр Словинський;
- Наталя, Олена, Анна були поховані в дитинстві.